# Instruction list
IL (Instruction List) або список інструкцій — мова програмування стандарту IEC 61131-3. Призначена для програмування промислових контролерів. За синтаксисом є близькою до мови асемблера. Використовується на виробництві для програмування автоматизованих систем керування технологічними процесами та систем промислової автоматизації.

## Основні принципи мови
У основі мови лежить поняття акумулятора (у стандарті IEC використовується термін англ. result — результат) як місця зберігання поточного значення (результату) та переходів по мітках. Починається програма із завантаження в акумулятор значення змінної. Подальші кроки програми полягають в отриманні вмісту акумулятора і виконанні над ним обмеженого числа визначених операцій.
Кожна інструкція починається з нового рядка і може містити чотири поля, розділені табуляцією: мітку, оператор з модифікатором, за яким приводиться операнд і далі, коментар. Компілятор є не чутливим до регістра (інструкції ADD A і Add a є рівнозначними).
Більшість інструкцій виконують стосовно вмісту акумулятора відповідну дію, визначену оператором (з використанням операнда) і результат поміщають в акумулятор. Команди переходу на мітку здатні аналізувати вміст акумулятора і приймати рішення: виконувати перехід чи ні. Акумулятор може приймати дані будь-якого типу.
Під модифікатором маються на увазі літери N, C, які приписуються справа до імені деяких операторів. Модифікатор N означає логічне заперечення (обернене значення чи інверсію) операнда, C означає, що інструкція виконується, якщо результат попередньої операції порівняння TRUE.
Як операнди можуть виступати:
- змінні;
- константи;
- ім'я мітки;
- ім'я оператора (функції).

Приклад: Лінійне перетворення Y(x)=A*x+B запишеться так:
```
LD   x
MUL  A
ADD  B
ST   Y

```

Послідовний порядок виконання інструкцій IL можна змінити за допомогою дужок. Відкривальна дужка ставиться після оператора а закривальна дужка ставиться в окремому рядку. Інструкції в дужках виконуються у першу чергу з поміщенням результату у допоміжний акумулятор, після чого виконується оператор, що має відкривальну дужку.
Приклад: Обчислення виразу Y=5*(2-1) запишеться так:
```
LD  5
MUL  (2
SUB  1
)
ST  Y

```

Інструкції можна доповнювати коментарями, що подаються у форматі: (*коментар*).

## Оператори мови IL
Стандартні оператори IL:
| Оператор | Допустимі модифікатори | Функція оператора |
| -------- | ---------------------- | --- |
| LD       | N                      | Завантажити значення операнда в акумулятор |
| ST       | N                      | Присвоїти значення акумулятора операнду |
| S        |                        | Якщо значення акумулятора TRUE, встановити логічний операнд                                                                                                  |
| R        |                        | Якщо значення акумулятора FALSE, скинути логічний операнд |
| AND      | N, (                   | Порозрядне І (логічне множення) акумулятора і операнда |
| OR       | N, (                   | Порозрядне АБО (логічне додавання) акумулятора і операнда |
| XOR      | N, (                   | Порозрядне виключне АБО акумулятора і операнда |
| NOT      |                        | Порозрядна інверсія акумулятора |
| ADD      | (                      | Додавання вмісту акумулятора та операнда, результат записується в акумулятор                                                                                 |
| SUB      | (                      | Віднімання операнда від вмісту акумулятора, результат записується в акумулятор                                                                               |
| MUL      | (                      | Множення вмісту акумулятора на операнд, результат записується в акумулятор                                                                                   |
| DIV      | (                      | Ділення вмісту акумулятора на операнд, результат записується в акумулятор                                                                                    |
| MOD      | (                      | Ділення по модулю |
| GT       | (                      | Значення акумулятора порівнюється із значенням операнда (> або англ. greater than). Результат порівняння (TRUE або FALSE) записується в акумулятор           |
| GE       | (                      | Значення акумулятора порівнюється із значенням операнда (>= або англ. greater than or equal). Результат порівняння (TRUE або FALSE) записується в акумулятор |
| EQ       | (                      | Значення акумулятора порівнюється із значенням операнда (= або англ. equal). Результат порівняння (TRUE або FALSE) записується в акумулятор                  |
| NE       | (                      | Значення акумулятора порівнюється із значенням операнда (<> або англ. not equal). Результат порівняння (TRUE або FALSE) записується в акумулятор             |
| LE       | (                      | Значення акумулятора порівнюється із значенням операнда (<= або англ. less than or equal). Результат порівняння (TRUE або FALSE) записується в акумулятор    |
| LT       | (                      | Значення акумулятора порівнюється із значенням операнда (< або англ. less than). Результат порівняння (TRUE або FALSE) записується в акумулятор              |
| JMP      | C, CN                  | Перехід до мітки |
| CAL      | C, CN                  | Виклик програмного або функційного блоку |
| RET      | C, CN                  | Вихід з програмного або функційного блоку й повернення в основну програму                                                                                    |